# Illerkraftwerke der EnBW
Die Illerkraftwerke sind fünf von der EnBW Kraftwerke AG betriebene Laufwasserkraftwerke entlang der mittleren Iller und an der Ausleitung von Teilen der Iller in den Illerkanal zwischen Aitrach im Landkreis Ravensburg und Dettingen an der Iller im Landkreis Biberach, in Oberschwaben.

## Geschichte und Anlage
Im Jahre 1909 schlossen die damaligen Rechtseigner, das Königreich Württemberg und Bayern einen Vertrag, der die Wasserkraft der Iller gemeinsam für die Verstromung regelte. Bei Mooshausen wurde nach 1917 ein Wehr gebaut, das Wasser in einen linksseitig parallel zur Iller verlaufenden, etwa 41 km langen Kanal ableitet. Auf der ganzen Länge hat der Illerkanal ein Gefälle von 50 Meter. Drei Kanalkraftwerke am Stausee Tannheim, in Unteropfingen und am Stausee Dettingen waren bis 1927 errichtet. Das etwa vier Kilometer flussaufwärts auf der bayerischen Seite des Wehrs gelegene Flusskraftwerk Aitrach wurde 1950, das Kleinwasserkraftwerk am Mooshausener Wehr 1994 in Betrieb genommen. Die Illerkraftwerksgruppe hat in Summe eine Nennleistung von 47 MW.

## Technische Daten
| Merkmal                                  | Aitrach                      | Tannheim                             | Unteropfingen                        | Dettingen                                      | Mooshausen                              |
| Int. Bezeichnung und Art                 | IKW I (Flusswasserkraftwerk) | IKW II (Kanalkraftwerk)              | IKW III (Kanalkraftwerk)             | IKW IV (Kanalkraftwerk)                        | Wehr Mooshausen (Klein-Wasserkraftwerk) |
| Inbetriebnahme                           | November 1950                | Januar 1923                          | Mai 1924                             | November 1927                                  | September 1994                          |
| Mittlere Fallhöhe (m)                    | 9,45                         | 15,08                                | 17,0                                 | 14,1                                           | 6,1                                     |
| Turbinen                                 | 2 Kaplan-Turbinen            | 3 Francis-Turbinen, 1 Kaplan-Turbine | 3 Francis-Turbinen, 1 Kaplan-Turbine | 3 Francis-Turbinen, 1 Propeller-Spiral-Turbine | 1 Kaplan-Rohrturbine                    |
| Ausbauwassermenge gesamt (m³/s)          | 100                          | 100                                  | 100                                  | 100                                            | 9                                       |
| Nennleistung gesamt (MW)                 | 9,0                          | 12,4                                 | 14,2                                 | 11,0                                           | 0,45                                    |
| Regelarbeitsvermögen gesamt (Mio. kWh/a) | 32                           | 57,5                                 | 61,6                                 | 50                                             | 2,6                                     |

Rund 13 % der gesamten Strombereitstellung der EnBW stammen aus Wasserkraftwerken. Damit ist das Energieversorgungsunternehmen der zweitgrößte Erzeuger von Strom aus Wasserkraft in Deutschland. Das 1923 errichtete Illerwerk II Tannheim, ein eigener Ortsteil der Gemeinde erzeugte im Jahre 2012 Strom für 36.000 Haushalte, was einer Größe von 57,5 Millionen Kilowattstunden Strom entspricht.

## Weblinks

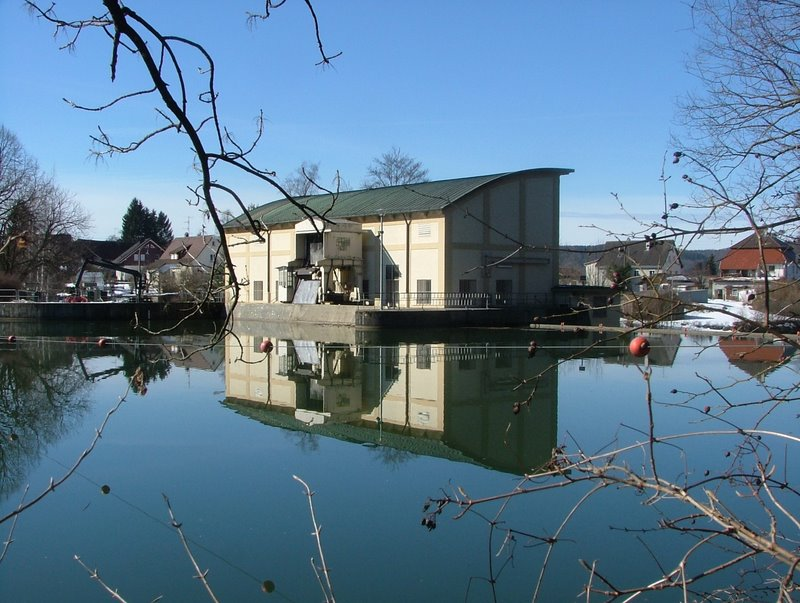
Illerkraftwerke Aitrach-Ferthofen (2010)